# Parianuche
Parianuc (Parianuche, Pahdteeahnooch, Pahdteechnooch, Grand River Ute), jedna od skupina Ute Indijanaca koja je živjela duž granice Colorada i Utaha uz rijeku Grand River. Kasnije će uz ostale bande biti poznati pod kolektivnim nazivom Uncompahgre.